# Pătrăuți
Pătrăuți is een Roemeense gemeente in het district Suceava. Pătrăuți telt 4796 inwoners.
De Kerk van de Kruisverheffing (1487) staat op de Werelderfgoedlijst van UNESCO als een van de beschilderde kerken in Moldavië.